# Jeziorzany (gmina)
Pour les articles homonymes, voir Jeziorzany.
Jeziorzany est une gmina rurale (gmina wiejska) de la powiat de Lubartów, dans la Voïvodie de Lublin, dans l'est de la Pologne.
Son siège administratif (chef-lieu) est le village de Jeziorzany, qui se situe environ 27 kilomètres (km) au nord-ouest de Lubartów (siège du powiat) et 45 kilomètres au nord-ouest de la capitale régionale Lublin (capitale de la voïvodie).
La gmina couvre une superficie de 66,63 km2 pour une population de 2 896 habitants en 2006.

## Histoire
De 1975 à 1998, la gmina est attachée administrativement à l'ancienne Voïvodie de Lublin.

Depuis 1999, elle fait partie de la nouvelle voïvodie de Lublin.

## Géographie
La gmina inclut les villages (sołectwa) de:

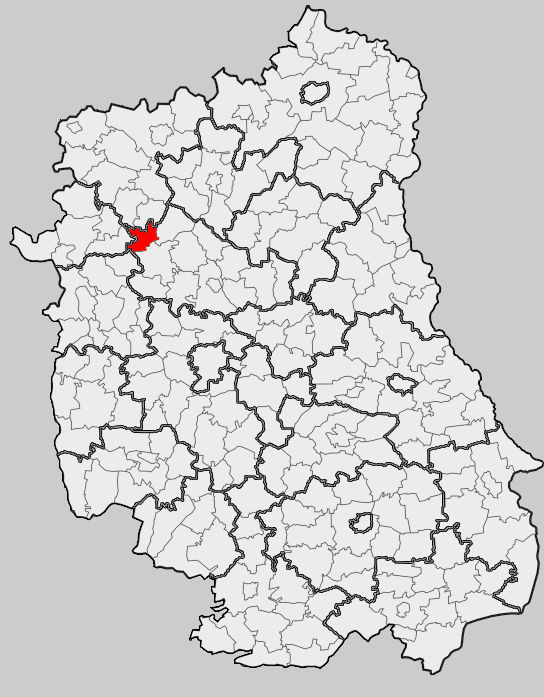
Position de la gmina dans la voïvodie

- Blizocin
- Drewnik
- Jeziorzany
- Krępa
- Przytoczno
- Skarbiciesz
- Stawik
- Stoczek Kocki,
- Walentynów
- Wola Blizocka

### Gminy voisines
La gmina de Jeziorzany est voisine des gminy de:
- Adamów
- Baranów
- Kock
- Michów
- Serokomla
- Ułęż

## Structure du terrain
D'après les données de 2002, la superficie de la commune de Jeziorzany est de 66,63 kilomètres carrés, répartis comme telle :
- terres agricoles : 78 %
- forêts : 11 %

La commune représente 5,16 % de la superficie du powiat.

## Démographie
Données duu 30 juin 2004:
| Description        | Total  | Total | Femmes | Femmes | Hommes | Hommes |
| ------------------ | ------ | ----- | ------ | ------ | ------ | ------ |
| Unité              | Nombre | %     | Nombre | %      | Nombre | %      |
| Population         | 2 964  | 100   | 1 515  | 51,1   | 1 449  | 48,9   |
| Densité (hab./km²) | 44,5   | 44,5  | 22,7   | 22,7   | 21,7   | 21,7   |